# Stanislas de Guaita

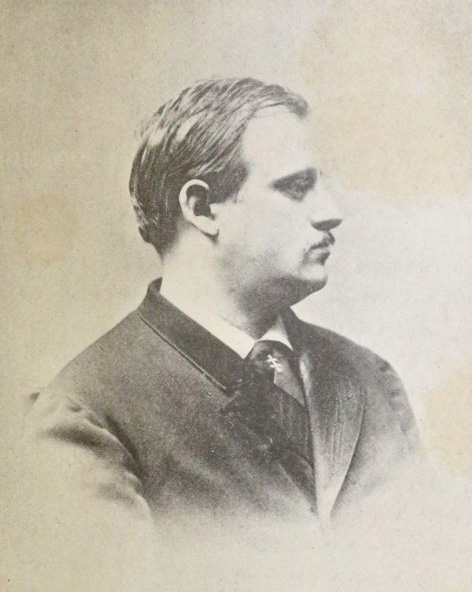
Stanilas de Guaita, fotografía de la década de 1890.

Stanislas de Guaita (6 de abril de 1861 - 19 de diciembre de 1897) fue un ocultista y poeta francés, cofundador junto con su amigo Joséphin Péladan de la Orden cabalística de la Rosa-Cruz. Nacido en Lorena, en Alteville, en un castillo próximo a Tarquimpol. Poseía el título de Marqués. Stanislas de Guaita estudió en el liceo de Nancy, donde desarrolló una propensión natural hacia las ciencias de la observación, destacando principalmente en la química, donde alcanzó cotas de verdadera maestría en su época, al tiempo que se fue gestando en él un espíritu artístico y literario que lo condujeron, posteriormente, al estudio de la metafísica y de la cábala. 
Desde muy joven se instaló en París, estableciéndose en un lujoso entresuelo en el número 20 de la avenida Trudaine, que pronto fue un centro de reunión tanto de literatos como de personas interesadas en el ocultismo, esoterismo, etc. En 1887, en colaboración con su amigo y secretario Oswald Wirth, creó un tarot cabalístico. En 1888 fundó la Orden Cabalística de la Rosa Cruz, a la que se unieron los más insignes esoteristas de Francia, y posteriormente de Europa, entre los que destacaron: Peladan, el creador de los Salones de la Rosacruz, el insigne Papus (Dr. Gerard Encausse) rosacruz y presidente del Primer Gran Consejo de la Orden Martinista, Sedir, Marc Aven, y otros más.
En 1893, Guaita fue atacado por Joris-Karl Huysmans, quien lo acusó de hechizar a distancia al herético exsacerdote Joseph-Antoine Boullan, hasta provocarle la muerte. Se celebran duelos, Huysmans y Jules Bois se enfrentan a Guaita y Papus.
Como poeta, su estilo es más cercano al parnasianismo que a los simbolistas. Catulle Mendès le anima a leer a Eliphas Lévi.
Muerto prematuramente con 36 años, está enterrado en Tarquimpol. La causa fue una complicación renal debida al consumo de drogas. Respecto a las drogas, escribió: 

"La coca, como el hachís, pero en otras formas, ejerce una acción directa y poderosa sobre el cuerpo astral, su uso habitual desata, en el hombre, ciertos vínculos compresivos de naturaleza hiperfísica, vínculos cuya persistencia es para la mayor parte garantía de salvación. Si hablara sin dudar sobre este punto, encontraría incrédulos, incluso entre los ocultistas. Debo limitarme a dar consejos- tú que valoras tu vida, tu razón, la salud de tu alma, evita como la peste las inyecciones hipodérmicas de cocaína. Sin hablar del hábito que se crea muy rápidamente (aún más imperativo, más tenaz y cien veces más fatal que cualquier otro del mismo tipo), ha nacido un estado particular".

Su rica biblioteca, compuesta por libros, pergaminos, tratados de alquimia y grimorios antiguos, se dispersó en sucesivas ventas en París, en 1899 (Dorbón-René Phillipon), en 1968 (Drouot) y 2014 (Piasa). Maurice Barrès escribió: "Pasaba cinco meses al año en una pequeña planta baja de la avenida Trudaine, donde solo recibía a algunos ocultistas, y de la que a veces no salía durante semanas. Allí había acumulado toda una biblioteca extraña y preciosa, textos latinos de la Edad Media, viejos grimorios cargados de pentáculos, pergaminos iluminados con miniaturas, tratados de alquimia, las ediciones más apreciadas de Van Helmont, Paracelso, Ramón Llull, (...) manuscritos de Eliphas, encuadernaciones firmadas (...), obras de ciencia contemporánea".
"Era muy rico y se había dedicado a las ciencias ocultas sin conocimiento ni método. Solo vio el lado pintoresco, como Rembrandt, como Téniers, como Jordaens. Vestido con una túnica roja, espada en mano, en un escenario que Brueghel no habría desautorizado, evocaba fantasías y larvas disueltas. Lo cierto es que, saturado de morfina y alcohol, realmente creía ver animales trepando por sus extremidades, y fantasmas moviéndose obstinadamente ante sus ojos" (Michel de Lézinier,Con Huysmans: paseos y recuerdos, París, Delpeuch, 1928).